# Système des neuf-rangs
Le Système des neuf-rangs (chinois traditionnel : 九品中正制 ou 九品官人法) est un système de notation des candidats aux postes civils, et donc de nomination des responsables locaux durant la période des Trois Royaumes de Chine et des Dynasties du Sud et du Nord en Chine. Le système s'avérant facilement corruptible et renforçant les clans locaux, il fut finalement abandonné au profit du plus efficace système des examens impériaux.

## Sélection des candidats (pré-Sui)
Théoriquement, les autorités locales avait également pour tâche la sélection des candidats les plus doués, les catégorisant en neuf rangs selon leurs capacités. Dans la pratique, seuls les candidats issus de familles puissantes et riches étaient finalement sélectionnés, sans réels égards de leurs capacités. Chen Qun, un officiel de la Cour du Royaume des Wei du Nord l'organise avec précision.
Aussi, le Système des neuf-rangs fut finalement avantageusement remplacé par le relativement plus efficace système des Examens impériaux de la dynastie Sui.

## Classement des officiers (Tang et post-Tang)
Durant la dynastie Tang, le Système des neuf-rangs évolue en une méthode de classification des officiers civils et militaires en poste, du niveau local au niveau impérial. Les officiers sous contrôle direct de l'Empereur et à la tête des trois départements et six ministères étaient considérés comme de Premier rang/qualité (chinois : 第一品 ; pinyin : díyìpǐn), ceux responsables d'un Comté judiciaire, appliquant localement la loi, étant eux généralement de neuvième rang. 
Ce dernier neuvième rang pouvant être subdivisé en régulier (chinois traditionnel : 正 ; pinyin : zhèn), député (從, cóng), supérieur (上, shàng) et inférieur (下, xià). Aussi, il pouvait en fait y avoir plus de neuf rangs, ce chiffre dépendant également de l'organisation propre de chaque ministère.

## Source de la traduction
- (en) Cet article est partiellement ou en totalité issu de l’article de Wikipédia en anglais intitulé « Nine-rank system » (voir la liste des auteurs).